# Patinatge artístic als Jocs Olímpics d'estiu de 1908 - Individual femení

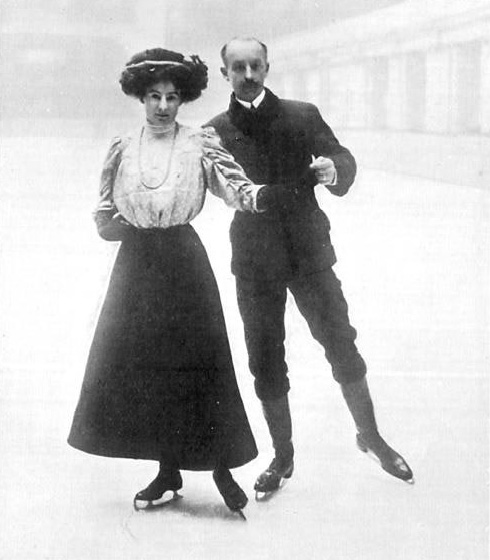
Madge Syers, junt al seu marit, Edgar Syers, vencedora de la competició individual femenina.

La competició individual femenina va ser una de les quatre proves del programa de patinatge artístic disputades durant els Jocs Olímpics de Londres de 1908. La prova es va disputar el 28 i 29 d'octubre de 1908 al Prince's Skating Club de Knightsbridge i hi van prendre part 5 patinadores de 3 nacions diferents.

## Medallistes
| Or                | Plata                  | Bronze                         |
| Madge Syers (GBR) | Elsa Rendschmidt (GER) | Dorothy Greenhough-Smith (GBR) |

## Resultats
| Pos. | Patinador                | Nació      | Posicions | Punts Ordinals | Punts Totals |
| ---- | ------------------------ | ---------- | --------- | -------------- | ------------ |
| 1    | Madge Syers              | Regne Unit | 5 cops 1a | 5,0            | 1.262,5      |
| 2    | Elsa Rendschmidt         | Alemanya   | 4 cops 2a | 11,0           | 1.055,0      |
| 3    | Dorothy Greenhough-Smith | Regne Unit | 4 cops 3a | 15,0           | 960,5        |
| 4    | Elna Montgomery          | Suècia     | 4 cops 4a | 21,0           | 851,5        |
| 5    | Gwendolyn Lycett         | Regne Unit | 5 cops 5a | 23,0           | 820,0        |

## Jutges
Àrbitre:
- Herbert G. Fowler

Jutges:
- Harry D. Faith
- Edvard Hörle
- Gustav Hügel
- Georg Sanders
- Hermann Wendt